# Gennadas gilchristi
Gennadas gilchristi is een tienpotigensoort uit de familie van de Benthesicymidae. De wetenschappelijke naam van de soort is voor het eerst geldig gepubliceerd in 1925 door Calman.